# 斯滕贝亨
斯滕贝亨（荷蘭語：Steenbergen，荷蘭語發音：[ˈsteːnbɛrɣə(n)] ⓘ）是荷蘭的一個市鎮，位於荷蘭南部，在行政區劃上屬於北布拉班特省。斯滕贝亨在模板錯誤：參數項只能填寫數字。有人口24,310。

## 外部連結
- 维基共享资源上的相關多媒體資源：斯滕贝亨
- 官方网站